# Агава Туми
Агава Туми (лат. Agave toumeyana) — вид суккулентов, относится к роду Агава, семейства Агавовые.

## Морфология
Листья длиной 15—25 см, кожистые, ланцетной формы, светло-зелёной окраски с белым окаймлением и отделяющимися от краёв белыми нитями. Разрастаясь, образует дернины.

## Размножение
Семенами и боковыми побегами.

## Природный ареал
Мексика и юг США.